# Automeris naranja
Automeris naranja là một loài bướm đêm thuộc họ Saturniidae. Nó được tìm thấy ở Bolivia, Brasil, Paraguay Uruguay và Argentina.
Ấu trùng ăn Morus alba, Morus nigra và Fraxinus americana.